# Вайсенкирхен-ин-дер-Вахау
Вайсенкирхен-ин-дер-Вахау (нем. Weißenkirchen in der Wachau) — ярмарочная коммуна (Marktgemeinde) в Австрии, в федеральной земле Нижняя Австрия.
Входит в состав округа Кремс. Население — около 1,4 тыс. человек. Занимает площадь 23,28 км². Официальный код — 31351.

## Политическая ситуация
Бургомистр коммуны — Антон Боденштайн (АНП) по результатам выборов 2005 года.
Совет представителей коммуны (нем. Gemeinderat) состоит из 19 мест.
- АНП занимает 13 мест.
- СДПА занимает 5 мест.
- АПС занимает 1 место.

## Ссылки

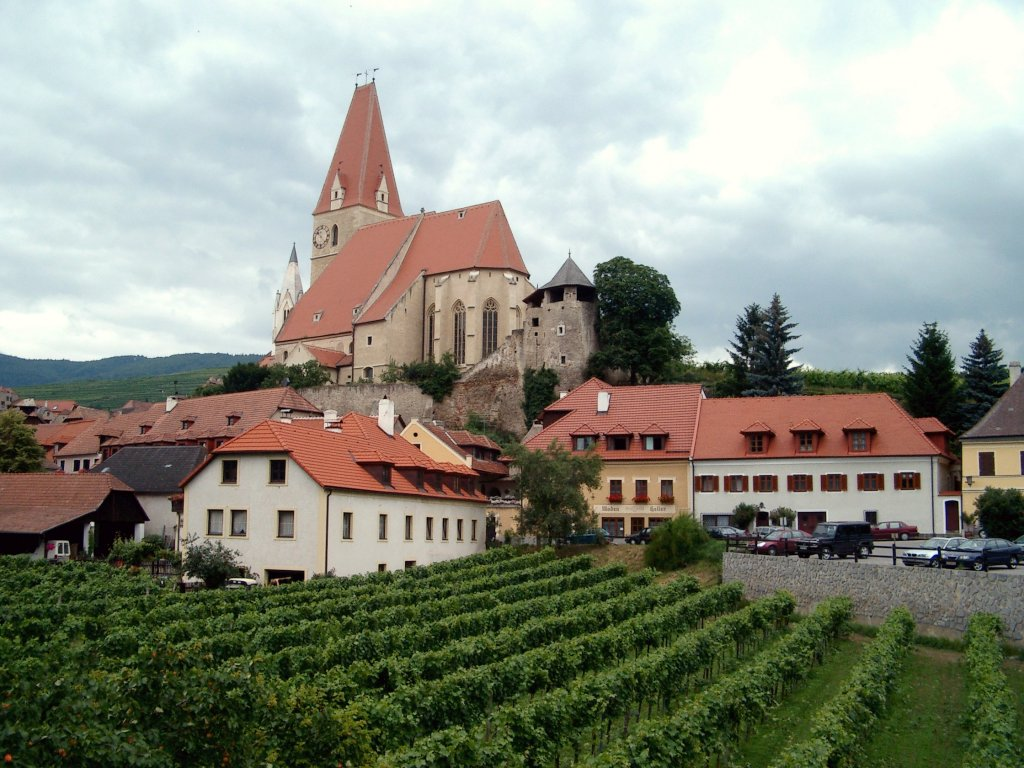
Вайсенкирхен-ин-дер-Вахау
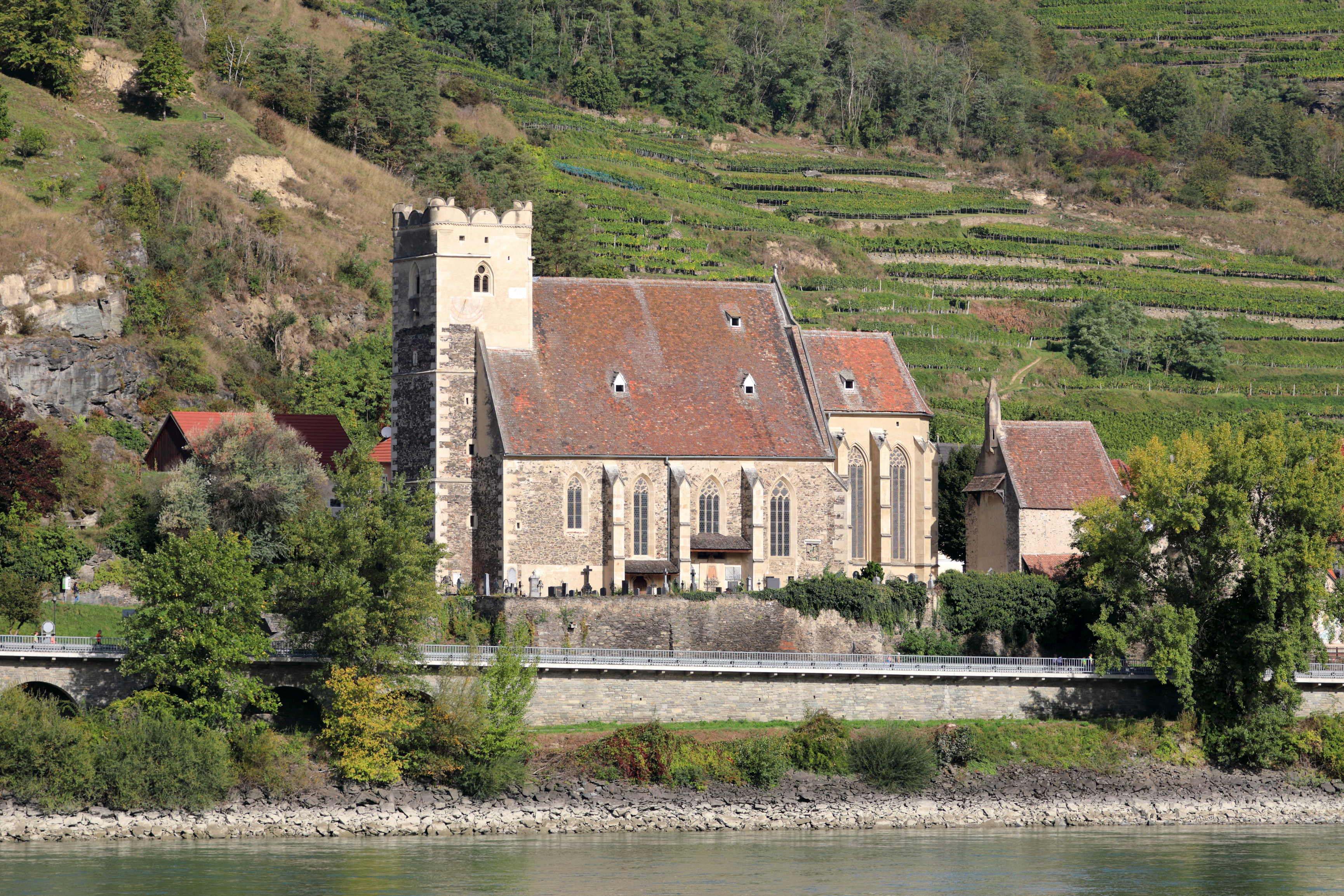
Вайсенкирхен-ин-дер-Вахау